# Ратушний Георгій Вадимович
Георгій Вадимович Ратушний (нар. 21 серпня 1937, Одеса) — радянський і український інженер-будівельник, дійсний член Академії будівництва України з 1996 року.

## Біографія
Народився 21 серпня 1937 року в Одесі. 1960 року закінчив факультет промислово-цивільного будівництва Дніпропетровського інституту інженерів залізничного транспорту. З 1960 по 1964 рік і — інженер, старший інженер ГПІ «Придніпровського промбудпроекту», з 1964 по 1971 рік — головний конструктор, начальник відділу тресту «Придніпроворгтехбуд». З 1971 по 1974 рік перебував у службовому відрядженні на будівництві Іскендерунського металургійного комбінату (Туреччина). З 1974 по 1989 рік — начальник відділу, директор проектного інститут «Дніпропромпроект», з 1989 по 1991 рік — головний інженер Дніпропетровської державної прийомки Державного стандарту СРСР, з 1991 по 1993 рік — віце-президент обласної державної будівельної асоціації «Дніпро». З 1993 року — директор Дніпропетровського проектного інституту «Придніпровський промбудпроект».
Лауреат Державної премії УРСР імені Т. Г. Шевченка (за 1983 рік; разом з  М. П. Бутенком, В. О. Стрельцовим (керівниками робіт), А. П. Антоновим, М. Г. Луценком, О. С. Моліверовим, А. П. Підвезком (архітекторами, співавторами проектів) за забудову і благоустрій центру міста Верхньодніпровська Дніпропетровської області).